# Reghina Apostolova
Reghina Apostolova (n. 15 septembrie 1951, Regiunea Irkutsk, RSFS Rusă, URSS) este o profesoară și politiciană din Republica Moldova, deputat în legislatura a X-a a Parlamentului Republicii Moldova, aleasă pe listele Partidului „ȘOR”.

## Copilărie și educație
Reghina Apostolova s-a născut în regiunea Irkutsk din Siberia, părinții săi fiind victime ale represiunilor staliniste. Familia s-a întors la Chișinău când Reghina avea 4 ani.
În anii 1969-1975, Reghina Apostolova a studiat la Institutul Pedagogic de Stat „Taras Șevcenco” din Tiraspol, ca urmare devenind profesoară de geografie. Între 1968 și 1972 ea era pionier-consilier la Școala medie rusă nr. 14 din Chișinău, astăzi Liceul teoretic „Natalia Gheorghiu”.

## Carieră
Începând cu anul școlar 1972-1972, Apostolova a lucrat ca profesoară de geografie la Școala medie rusă nr. 14 din Chișinău. De la 7 decembrie 1981, a deținut funcția de director adjunct al aceleiași școli, iar de la 8 iulie 1985 până la 20 februarie 2007 a fost directoarea Școlii medii ruse nr. 14 din Chișinău, devenite Liceul teoretic „Natalia Gheorghiu”. După o scurtă pauză, a revenit la liceu la 5 octombrie 2007 și a continuat să predea geografia, până la 1 iulie 2015.

### Activitate politică
În perioada 1999-2007, Reghina Apostolova a făcut parte din Consiliul Municipal Chișinău, reprezentând Partidul Comuniștilor din Republica Moldova. Între 20 februarie și 5 octombrie 2007, a fost pretor interimar al sectorului Rîșcani al capitalei.
În 2015 s-a alăturat echipei lui Ilan Șor și a devenit, la 7 iulie, viceprimar al orașului Orhei pe probleme de construcții și infrastructură. În 2017, a aderat oficial la Partidul „ȘOR” și a fost aleasă președinte al Organizației de Veterani a formațiunii.
La alegerile locale din 2018, Apostolova a candidat din partea Partidului ȘOR la funcția de primar al municipiului Chișinău, însă nu a mai ajuns pe buletinele de vot, fiind eliminată din cursă după ce instanța de judecată a constatat că campania sa electorală a fost finanțată din surse externe, ceea ce nu este permis de lege. La alegerile parlamentare din 2019, a concurat atât pe listele de partid („ȘOR”), cât și pe circumscripția nr. 28 Chișinău (sectorul Rîșcani). Nu a câștigat mandatul de circumscripție, în schimb a devenit deputat în parlament datorită poziției sale în liste.

### Presupuse legături cu frauda bancară din 2012-2014
Conform RISE Moldova, numele Reghinei Apostolova a apărut în raportul companiei internaționale de audit Kroll, făcut prin analiza circumstanțelor furtului miliardului din 2012-2014. Raportul atesta că Apostolova era proprietara unui pachet de 4,75% de acțiuni la Unibank, una dintre cele trei bănci implicate în frauda bancară de 13,7 miliarde de lei.
La 16 septembrie 2019, procurorul general interimar a cerut în sala Parlamentului ridicarea imunității parlamentare a Reghinei Apostolova și Marinei Tauber. Cele două au fost reținute la scurt timp de către ofițerii Centrului Național Anticorupție, fiind acuzate de implicare în „Jaful secolului”. Reghina Apostolova susține că nu este vinovată. A fost plasată sub control judiciar. În timpul audierilor, deputata s-a simțit rău și a fost internată la spital, unde s-a stabilit că a suferit un accident vascular cerebral. Atât Apostolova, cât și Tauber au fost scoase de sub urmărirea penală în octombrie 2020.

## Premii și distincții
În 2007, a fost decorată de către Președintele Vladimir Voronin cu Ordinul „Gloria Muncii”.

## Viață personală
Reghina Apostolova nu este căsătorită. Are o fiică Irina, care, la fel ca mama sa, lucrează directoare a liceului „Natalia Gheorghiu”.